# Sörstafors kraftstation
Sörstafors kraftstation är ett vattenkraftverk i Kolbäcksån. Det ligger i tätorten Sörstafors. Uppströms Sörstafors ligger Hallstahammar kraftstation. Nedströms Sörstafors ligger Västerkvarn kraftstation som är det sista vattenkraftverket innan Kolbäcksåns utlopp i viken Freden och därefter fjärden Galten och Mälaren.